# Zolotarivka, Popasna
Zolotarivka (în ucraineană Золотарівка) este un sat în așezarea urbană Bilohorivka din raionul Popasna, regiunea Luhansk, Ucraina.

## Demografie
Componența lingvistică a localității Zolotarivka
     Ucraineană (80,03%)
     Rusă (18,38%)
     Alte limbi (0,32%)
Conform recensământului din 2001, majoritatea populației localității Zolotarivka era vorbitoare de ucraineană (80,03%), existând în minoritate și vorbitori de rusă (18,38%).